# Elektronický odpuzovač škůdců
Elektronické odpuzovače škůdců jsou přístroje (zařízení) určené k odpuzování škůdců z venkovních nebo vnitřních prostor. Elektronické odpuzovače generují zvukový nebo ultrazvukový signál, pomocí kterého vytvářejí pro škůdce nehostinné prostředí.

## Historie odpuzovačů
Původní zvukové i ultrazvukové přístroje vytvářely trvalý monotónní zvuk bez jeho přerušování nebo změny jeho kmitočtu. Po zkušenostech s těmito typy odpuzovačů se zjistilo, že někteří škůdci si mohou na monotónní zvuk odpuzovače zvyknout a zůstat v chráněných prostorách nebo se do nich vrátit. Z těchto důvodů se začaly vyrábět přístroje, které obsahovaly regulační potenciometr, a zákazník pootočením potenciometru po určité době změnil kmitočet zvuku. Vzhledem k tomu, že se pokrok nevyhnul ani elektronickým odpuzovačům škůdců, začaly se na trhu objevovat přístroje, které mění výstupní kmitočet přístroje samy nebo v určitých intervalech zvuk přerušují nebo kombinují obě tyto možnosti. Funkci elektroakustického měniče dnes v ultrazvukových odpuzovačích téměř výhradně zastává tzv. piezoelektrický měnič. Jedná se o tu část odpuzovače, která mění elektrické impulzy na výstupu odpuzovače na ultrazvukový signál.

## Zvukové odpuzovače
Zvukové odpuzovače vytváří zvukový signál tj. mechanické vlnění na kmitočtu od 20 Hz do 20 000 Hz, které je slyšitelný pro člověka. Tento typ odpuzovačů není vhodný pro ochranu prostor, ve kterých se pohybují lidé. Tyto přístroje se dnes používají téměř výhradně ve venkovním prostředí, kde slouží k odpuzování škůdců, jako jsou špačci, kteří způsobují velké škody ve vinicích a sadech, nebo holubi, kteří ničí památky ve městech a znečišťují domy a ulice trusem. Zvláštním typem zvukového odpuzovače je odpuzovač škůdců žijících v půdě. Tento typ odpuzovače, se nejčastěji nazývá odpuzovač krtků. Škůdci si v půdě vyhrabávají nory a propojují je chodbami, škody způsobují tím, že se živí kořínky mladých stromků, kořínky sazenic a jiných zemědělských či zahrádkářských produktů toto platí především pro hlodavce (hraboš, hryzec, myš apod.). Krtci jako hmyzožravci zase způsobují velmi nevzhledné hromádky na pěstěných zahradách a propad podryté půdy. Odpuzovač krtků generuje zvuk a vibrace na velmi nízkých kmitočtech, které se dobře šíří půdou a tím vytváří pro škůdce žijící pod zemí nepříjemné prostředí k životu.

## Ultrazvukové odpuzovače
Ultrazvukové odpuzovače (plašiče) generují ultrazvukový signál, který je pro člověka za hranicí slyšitelnosti a jsou tedy vhodné i do prostor, kde se trvale pohybují lidé. Tyto přístroje se používají zejména v uzavřených nebo částečně uzavřených vnitřních prostorách budov, v nejrůznějších šachtách a tunelech, kde mohou škůdci způsobovat škody. Některé typy ultrazvukových odpuzovačů jsou vhodné i pro použití ve venkovním prostředí, na trhu jsou k sehnání voděodolné odpuzovače. Ultrazvukové odpuzovače jsou určené pouze proti takovým druhům škůdců, kteří jsou schopní vnímat ultrazvukové signály (vlnění). Jedná se o signály (vlnění) na kmitočtu vyšším než 20 000 Hz. Seznam škůdců, proti kterým je možné použít ultrazvukový odpuzovač, je velmi široký. Nejčastěji jsou ultrazvukové odpuzovače používány proti těmto škůdcům: kuna skalní, myš, potkan, krysa, krtek, hryzec, hraboš. Existují také elektronické odpuzovače proti komárům, pavoukům, psům, kočkám, vysoké a divoké zvěři, ovšem i na ptactvo se dá využít ultrazvukový plašič. Kvalitní ultrazvukové odpuzovače (plašiče) fungují i na principu změny signálu. Tím zabraňují tomu, aby si zvíře na zvuk zvyklo. Jejich výhodou je, že dokud mají baterky, či jsou připojené do elektrické sítě, vysílají zvuk stále a i po vyhnání škůdce fungují jako prevence.
Ultrazvukové odpuzovače jsou vhodné i do aut. Kuny si velmi často ke svému úkrytu vybírají i teplé místo u motoru auta. Škoda, kterou tam pak dokáží napáchat, může být obrovská, pro kuny jsou převážně kabely neskutečným lákadlem.